# برج البرلس
برج البرلس، مدينة مصرية تتبع مركز البرلس في محافظة كفر الشيخ.

## تاريخ
ورد ذكر اسم البرلس في كتب التاريخ مقروناً بلفظة ثغر، وهذا يدل على الأهمية العسكرية للبرلس من حيث كونها موضع رباط. قال عنها الإمام السخاوي:
| برج البرلس | البرلس ثغر عظيم من سواحل مصر. | برج البرلس |

وقال اليعقوبي:
| برج البرلس | مدينة البرلس على ساحل البحر المالح، وهي موضع الرباط. | برج البرلس |

أي موضع الجيش والسلاح لترَصد أي محاولة عدوان على الأراضي الإسلامية.
لقد مر بالبرلس الرحالة المغربي محمد بن عبد الله بن محمد الطنجي المعروف بابن بطوطة، وأطنب في ذكر البرلس، ووصفها بأنها بلاد الصالحين، ثم وصف خيراتها من مزارع وبحيرات، ومما ذكره:
| برج البرلس | ... بلاد البرلس ونسترو، وهي بلاد الصالحين... فقصدت تلك البلاد، وهي كثيرة النخل والثمار والطير البحري والحوت- المعروف بالبوري- ومدينتهم تسمى ملطين، وهي على ساحل البحيرة المجتمعة من ماء النيل وماء البحر المعروفة ببحيرة تنيس، ونسترو بمقربة منها.. نزلتُ هنالك بزاوية الشيخ شمس الدين القلوي، من الصالحين. | برج البرلس |

وعلى أثر الفتح الإسلامي لمصر سكن عدد من الصحابة بالبرلس منهم وردان مولى عمرو بن العاص، وغانم بن عياض الأشعري، قال المرتضى الزبيدي:
| برج البرلس | ذكر أبو بكر الهروِي أن بالبرلس، اثني عشر رجلا من الصحابة، لا تعرف أسماؤهم، وقد نسب إليها جماعة من أهل العلم، منهم أبو إسحاق إبراهيم بن سليمان بن داود الكوفي البرلسي الأسدي، حدَّث عن أبي اليَمانِ الحَكم بنِ نافِعٍ، وعنه أبو جعفر الطحاوي، وكان حافظا ثقة». وقال الصاغاني: «بُرُلُّس: قرية من سواحل مصر يُنسَب إليها جماعة من أهل العِلم». | برج البرلس |

على أثر الفتح الإسلامي فُتحت البرلس في خلافة عمر بن الخطاب، وكان فاتحها وقائدها وحاكمها هو الصحابي غانم بن عياض الأشعري حفيد أبي موسى الأشعري، ولقد عرف محبة أهل البرلس وبلطيم له، وظل يحكم فيهم حتى توفي بينهم ودفن بها.
استهدف الرومان البرلس بعد فتحها كمحاولة منهم لاستردادها والانطلاق منها عبر سواحل مصر لإخراج المسلمين، وكان ذلك في خلافة معاوية بن أبي سفيان، وحدَث أن القوات الرومانية داهمت سواحلَ البرلس، فجاء إلى الإسكندرية - وكان حاكمها علقمة بن يزيد القيطعي- أن الروم قد نزلوا البرلس فأغيثوها، فاستنفر علقمة الناسَ إليهم، فولى عليهم وردان مولى عمرو بن العاص فنفر بهم حتى قدم البرلس بجيشه، فوجد الروم بها، فاقتتلوا قتالاً شديداً فاستشهد وردان ومن معه، وعدد من الصحابة منهم أبو رقية اللخمي - وكان على الخراج- فاستشهد وعائذ بن ثعلبة البلوي -وكان على الخيل- فاستشهد. ومكان هذه المعركة -على الأرجح- في موضع قرية العنابرة الآن، حيث بها عدد من القبور تنسب إلى جماعة من الصحابة.

## السكان
حسب التعداد السكاني لعام 2006، بلغ إجمالي سكان برج البرلس 41,775 نسمة، منهم 20,692 ذكر و21,083 أنثى.

## رؤساء المدينة
قائمة رؤساء المدينة منذ قرار إنشائها منذ 2014 حتى الآن.
| مسلسل | اسم الرئيس                | الفترة                        | ملاحظات         |
| ----- | ------------------------- | ----------------------------- | --------------- |
| 1     | خالد علام                 | 26 يناير 2014 - 11 أغسطس 2014 | استقال من منصبه |
| 2     | أبو الفتوح الغنام         | 11 أغسطس 2014 - 17 أغسطس 2014 | رئيساً بالوكالة  |
| 3     | حمدى محمود الحشاش         | 18 أغسطس 2014- 21 أبريل 2015  | [ 10 ]          |
| 4     | حازم الأشموني             | 22 أبريل 2015- 13 مايو 2017   | [ 10 ]          |
| 6     | محمد أحمد محجوب           | 14 مايو 2017 - 5 أغسطس 2019   | [ 11 ]          |
| 7     | نصر عبد الهادي نصر        | 5 أغسطس 2019 - 4 يونيو 2020   | [ 12 ]          |
| 8     | محمد فوزي محمد حافظ قناوي | 4 يونيو 2020 - الآن           | [ 13 ]          |